# Dodge Power Wagon
Pour le camion militaire américain de l'époque de la Seconde Guerre mondiale dont le Power Wagon est dérivé, voir Dodge WC.
Le Dodge Power Wagon est un camion de service moyen à quatre roues motrices, commercialisé par le constructeur automobile américain Dodge, de 1945 à 1980. Il est développé sous le nom « WDX », et jusqu'en 1960 environ, il était connu en interne par le code de projet « T137 ».
La version civile originale, communément appelée Power Wagon à « garde-boue plat » ou FFPW, était mécaniquement basée sur le camion militaire Dodge WC 3/4 de tonnes de la Seconde Guerre mondiale. Le Power Wagon a été le premier camion moyen 4x4 produit en série, et représente un prédécesseur important pour de nombreux camions à quatre roues motrices modernes utilisés aujourd'hui. Les variantes mises à jour ont continué en production jusqu'en 1964.
Conformément à la politique d'ingénierie des badges de la Chrysler Corporation visant à fournir un plus grand nombre de points de vente à l'étranger, les Power Wagon ont également été commercialisés dans le monde entier sous les marques Fargo et De Soto[réf. nécessaire]. L'appellation « Power Wagon » est réutilisée sur le Dodge Ram de trsième et quatrième génération, de 2005 à 2013, puis en 2013, en tant que modèle individuel commercialisé par Ram Trucks. 

## Historique
Le Power Wagon civil a continué la lignée des camions 4 roues motrices de Dodge en production limitée des années 1930, qui ont prouvé les concepts de base de la conception à quatre roues motrices, principalement pour l'armée. Dérivé mécaniquement des camions militaires Dodge WC 3/4 de tonnes de 1942–1945, le Power Wagon a été introduit en 1946 en tant que premier camion 4x4 en production civile. Au cours de sa phase de développement, il a d'abord été nommé WDX General Purpose Truck, un nom encore utilisé sur certains des matériaux préliminaires distribués par Dodge, avant le début des ventes en mars 1946. Le « W » était une continuation de la gamme de l'année modèle 1941-1947, suivi d'un « D » au lieu d'un « C », car le camion civil avait une capacité de 1 tonne au lieu des 3⁄4 de tonne de la version militaire, et le « X » a été ajouté pour indiquer quatre roues motrices, contrairement à tous les modèles civils précédents à deux roues motrices. Certains pensent que le camion a été renommé « Power Wagon » d'après un magazine de camion contemporain portant ce titre,.
Conçu pour concurrencer les camions militaires Ford / Marmon-Herrington et GMC, il avait une cabine civile fermée pour toutes les saisons et une benne de chargement de 8 pieds spécialement conçue. Il avait un châssis à empattement de 126 pouces (3200 mm) jusqu'à 147 pouces et comportait le moteur six cylindres en ligne à tête plate de 230 pouces cubes, une transmission manuelle à 4 vitesses, une boîte de transfert à deux vitesses à rapport de 1,96-1 pour une partie 4 roues motrices avec une Prise De Force (PDF) qui envoyait de la puissance à l'avant ou à l'arrière pour faire fonctionner l'équipement auxiliaire, et des pneus 9,00 / 16-8 plis sur des jantes en acier à anneaux brisés à 5 goujons de 16 × 6,50 pouces. En 1961, le moteur 230 a été remplacé par le six cylindres en ligne à tête plate de 251 pouces cubes.
En 1963, un nouveau six cylindres incliné de 225 pouces cubes a remplacé le six cylindres de 251 pouces cubes utilisé en 1961 et 1962 dans les camions Power Wagon W100 et W200. Le Power Wagon W300 a continué d'utiliser le moteur L-6 de 251 pouces cubes. Le nouveau moteur de 225 pouces cubes (le 225-2) a pu alimenter les camions de service moyen grâce à des améliorations, notamment; chaînes de distribution à rouleaux, roulements de bielle bi-métal, soupapes d'échappement à face stellite, capuchons roto sur les soupapes d'échappement et joints de tige de valve polyacryliques.
Le poids nominal brut du véhicule (PNBV) du Power Wagon d'une tonne était de 8 700 livres. Sa charge utile maximale était de 3 000 livres. Un moteur V8 gros bloc 383 est devenu une option à partir de 1967. De 1961 à 1971, la carrosserie était appelée « Sweptline », puis elle est passée à une image de carrosserie plus moderne de 1972 à 1980 avec des calandres et des schémas de peinture variés. En 1975, les 4 roues motrices sont devenues à plein temps avec une boîte de transfert à 2 vitesses; cela a été changé en quatre roues motrices à temps partiel en 1980 en raison de la crise énergétique. Une énorme augmentation des ventes a suivi après la sortie en 1974 de la version étendu « Club Cab », populaire auprès des familles et des campeurs. La cabine étendu 4 portes était beaucoup moins courante et est tout à fait souhaitable pour les collectionneurs pour la restauration. L'utilité et la fonction étaient inégalées par quelques modèles concurrents, car la capacité de remorquage, de charge utile et de déneigement du Power Wagon équipé d'essieux à 8 ergots «Dana 60» était très populaire auprès des équipes routières municipales et régionales.
Le Power Wagon a été vendu jusqu'à l'année modèle 1980. Un certain nombre d'améliorations techniques et esthétiques ont été apportées au fil des ans à mesure que le camion augmentait en taille et en poids, mais l'ensemble de la base est resté généralement constant tout au long de sa vie et a subi un dernier changement majeur de carrosserie en 1972.

### Arrêt et succession
La plaque signalétique Power Wagon a été abandonnée en 1981 avec l'introduction du Dodge Ram, les modèles à quatre roues motrices étant vendus sous la plaque signalétique « Power Ram » jusqu'en 1993. Les modèles de 1989 à 1993 ont vu l'ajout d'un moteur turbo-diesel Cummins 6 cylindres en option.

## Les différentes versions

### Power Wagon civil 1 tonne de type militaire, style garde-boue plat

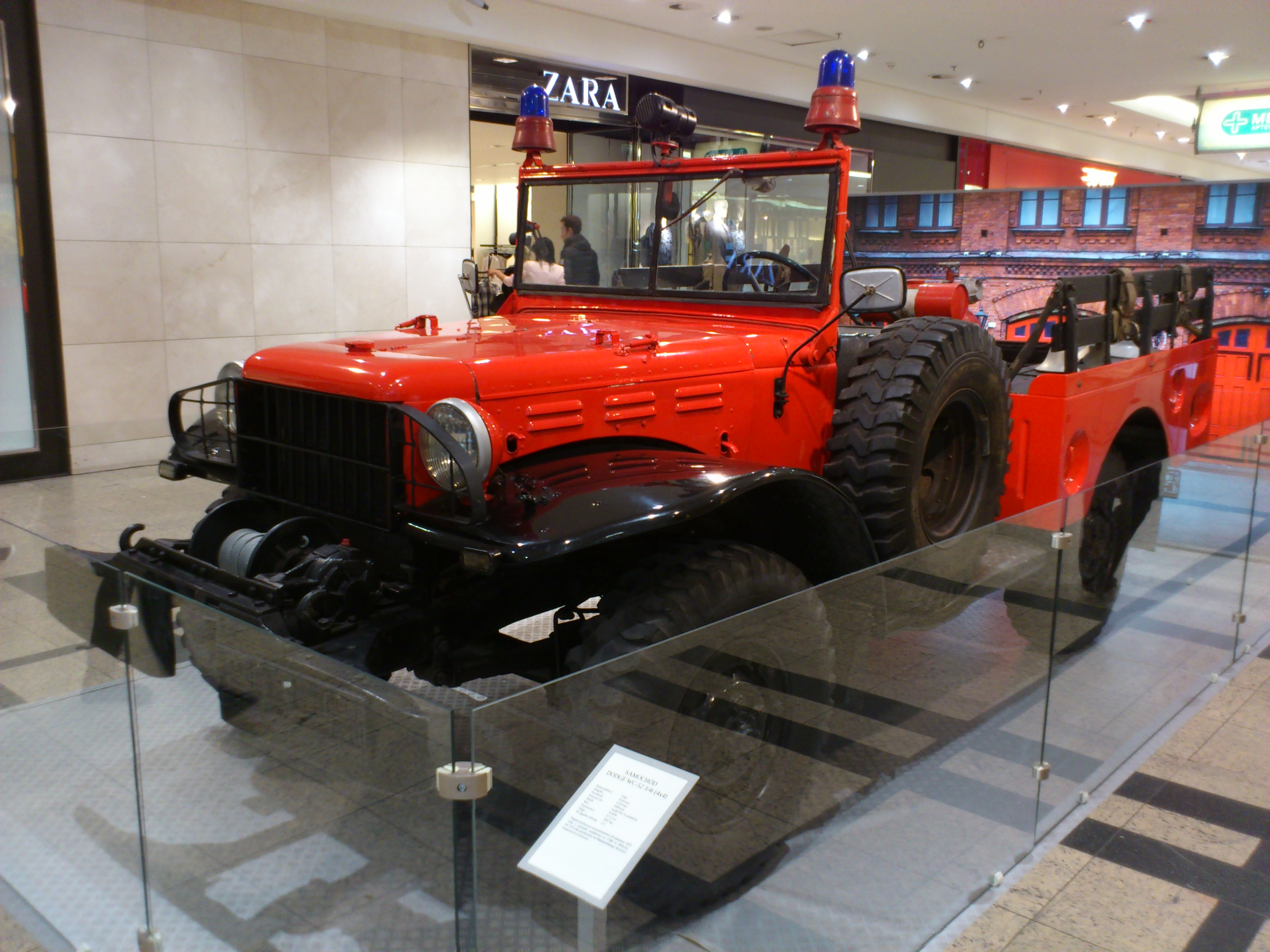
Le Power Wagon a été développé à partir du Dodge WC de la seconde guerre mondiale. Ici un WC-52 devenu un engin de pompiers en 1959 (Cracovie, Pologne).

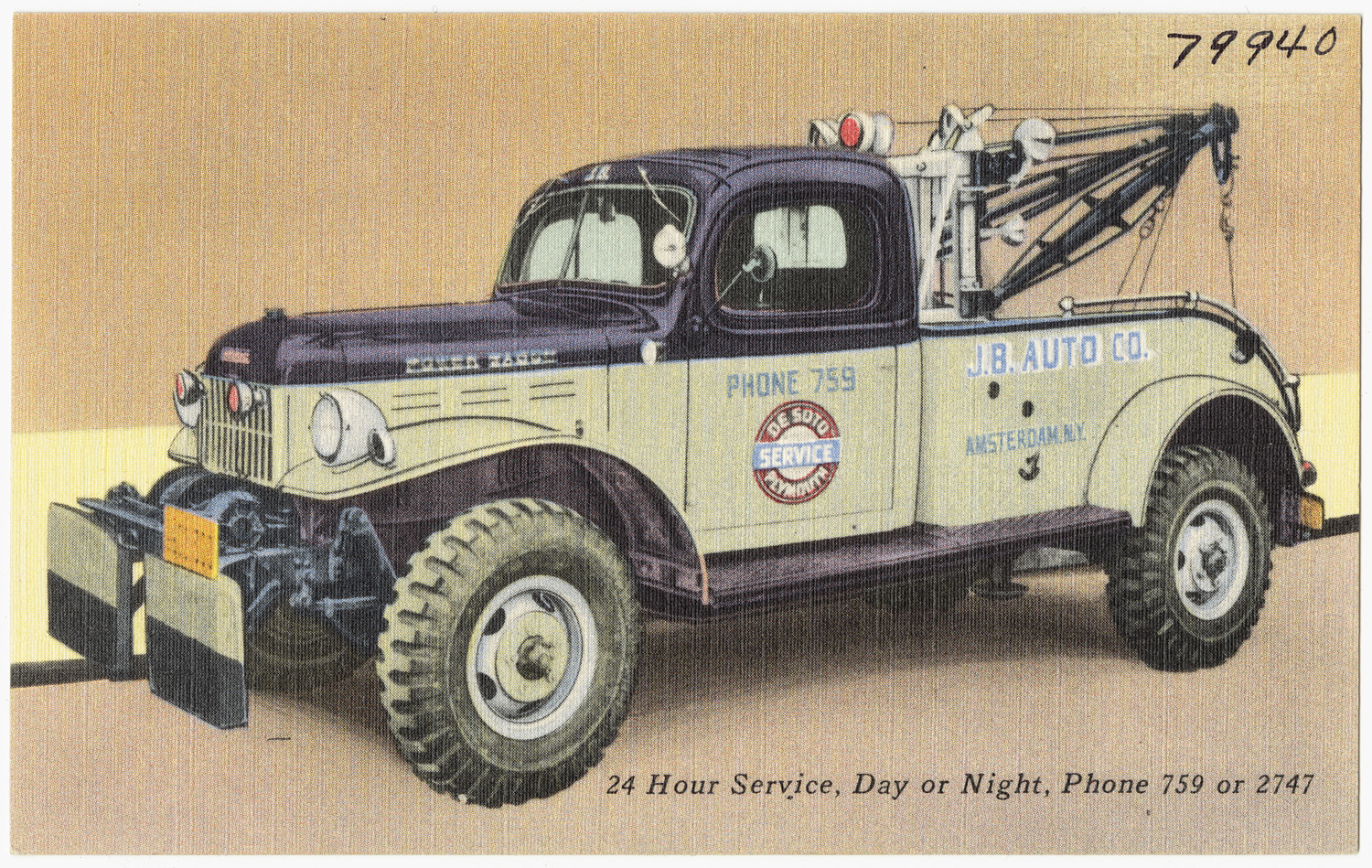
Early post-war postcard of a Power Wagon wrecker truck

Première gamme : fin 1945-50 Comprend les années et les numéros de modèle suivants : 1945-47 WDX; 1948-9 B-1-PW; 1950 B-2-PW; Caractéristiques distinctives supplémentaires : (4) poches à piquets rectangulaires de chaque côté de la benne; compteur de vitesse rond avec un groupe de jauges rectangulaires de chaque côté. Les deux boîtiers de jauge rectangulaires ont le lettrage d'instrumentation sur le verre au lieu de la face de la jauge.
Deuxième gamme : 1951-(début) 56 Comprend les années et les numéros de modèle suivants : 1951 B-3-PW; 1952-début 53 B-3-PW; fin 1953 B-4-PW; 1954 C-1-PW; 1955-début 56 C-3-PW; Caractéristiques distinctives supplémentaires : (3) poches à piquets légèrement incurvées de chaque côté, les côtés de la benne sont estampillés. En regardant les côtés de la benne depuis l'arrière, la section du rail supérieure de la benne s'incline à 45 degrés avec un bord supérieur arrondi. Groupe de 4 jauges au centre du tableau de bord (carburant, ampérage, température, huile) avec faces argentées / grises.
Troisième gamme : (fin) 1956-71 Comprend les années et les numéros de modèle suivants : Fin 1956 C-4-PW; 1957 W300; 1958-9 W300M; 1960-71 WM300; Caractéristiques distinctives supplémentaires : (3) poches à piquets carrés de chaque côté avec côtés de benne estampés. En regardant les côtés de la benne depuis l'arrière, le dessus de la benne est plate, avec un bord arrondi. Groupe de 4 jauges au centre du tableau de bord (carburant, ampérage, température, huile) avec des faces noires. Transmission synchronisée NP420 également utilisée.
Troisième gamme EXPORT : 1957-78 M601 cabine ouverte, modèles avec capot à face plate et M615 ambulance

### W100 et W200
Les premiers Power Wagon civils légers sont sortis en 1957 avec l'introduction des camionnettes et camions à panneaux W100 et W200, Town Wagon (avec vitres latérales arrière) et Town Panel sans vitres latérales arrière (à partir de 1957 les 2 Roues Motrices de 1/2 ronne étaient des D100 et les 4 Roues Motrices étaient des W100). Ces camions comportaient des cabines et des tôles avant conventionnelles ainsi que les bennes de chargement utilisées sur les modèles à 2 roues motrices. Leurs composants mécaniques 4RM - essieux, boîtes de transfert et transmissions - provenaient de fabricants extérieurs. La Chrysler Corporation était propriétaire de la New Process Gear Company (les concurrents utilisaient généralement des boîtes de transfert Spicer (Dana) et des transmissions Borg-Warner ou internes).

### W300
Un Power Wagon W300 léger / civil d'une tonne a été lancé en 1958.

### W500 et W600
Le Power Wagon W500 de deux tonnes (seul un châssis-cabine a été construit) a été introduit en 1956 sous le nom de C3-HW et a duré jusqu'à l'année modèle 1971. Cela a été remplacé en 1972 par le W600 (également un châssis-cabine uniquement), qui a été produit jusqu'en 1977, lorsque tous les modèles de camion Dodge à usage moyen ont été abandonnés. Pour compenser la perte du W600 à service moyen, un nouveau châssis-cabine W400 a été introduit en 1977.

### Châssis pivotant Willock
De 1952 à 1958, une option connue sous le nom de châssis pivotant Willock était disponible. Avec cette option, le châssis était divisé en deux parties au point où le plateau du camion rencontrait l'arrière de la cabine. Un système de pivotement longitudinal permettait à ces deux pièces de tourner l'une par rapport à l'autre, de sorte que presque sans tenir compte du terrain, les quatre roues seraient toujours au sol. Quelque part entre 50 et 100 exemplaires ont été construits. Bien que Willock ne soit plus en activité, le châssis pivotant est toujours fabriqué par des fournisseurs tiers et peut être intégré dans les véhicules existants[citation nécessaire].

## Galerie de la première génération

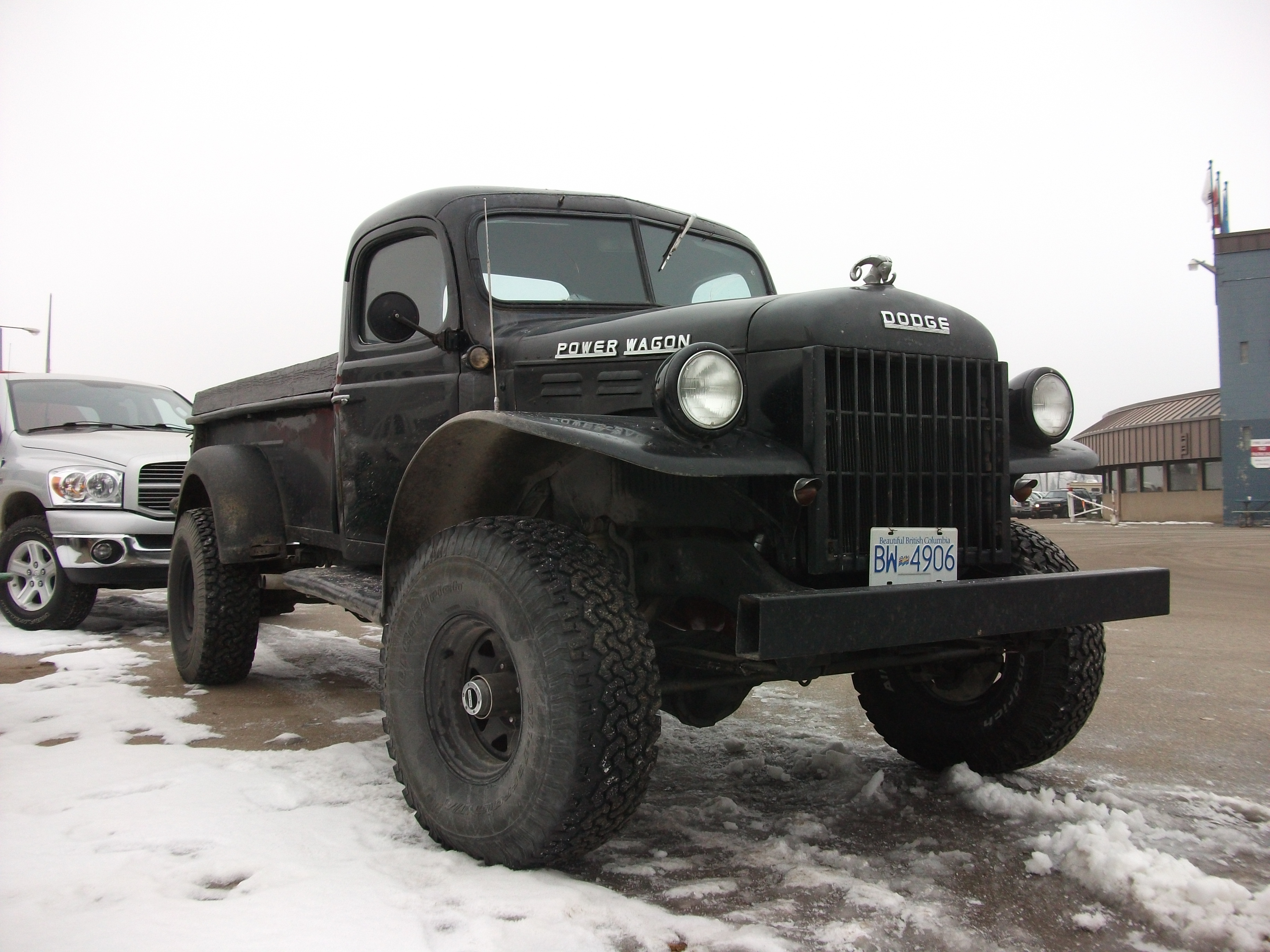
Power Wagon WM-300. Ce modèle a été vendu au milieu des années 1960
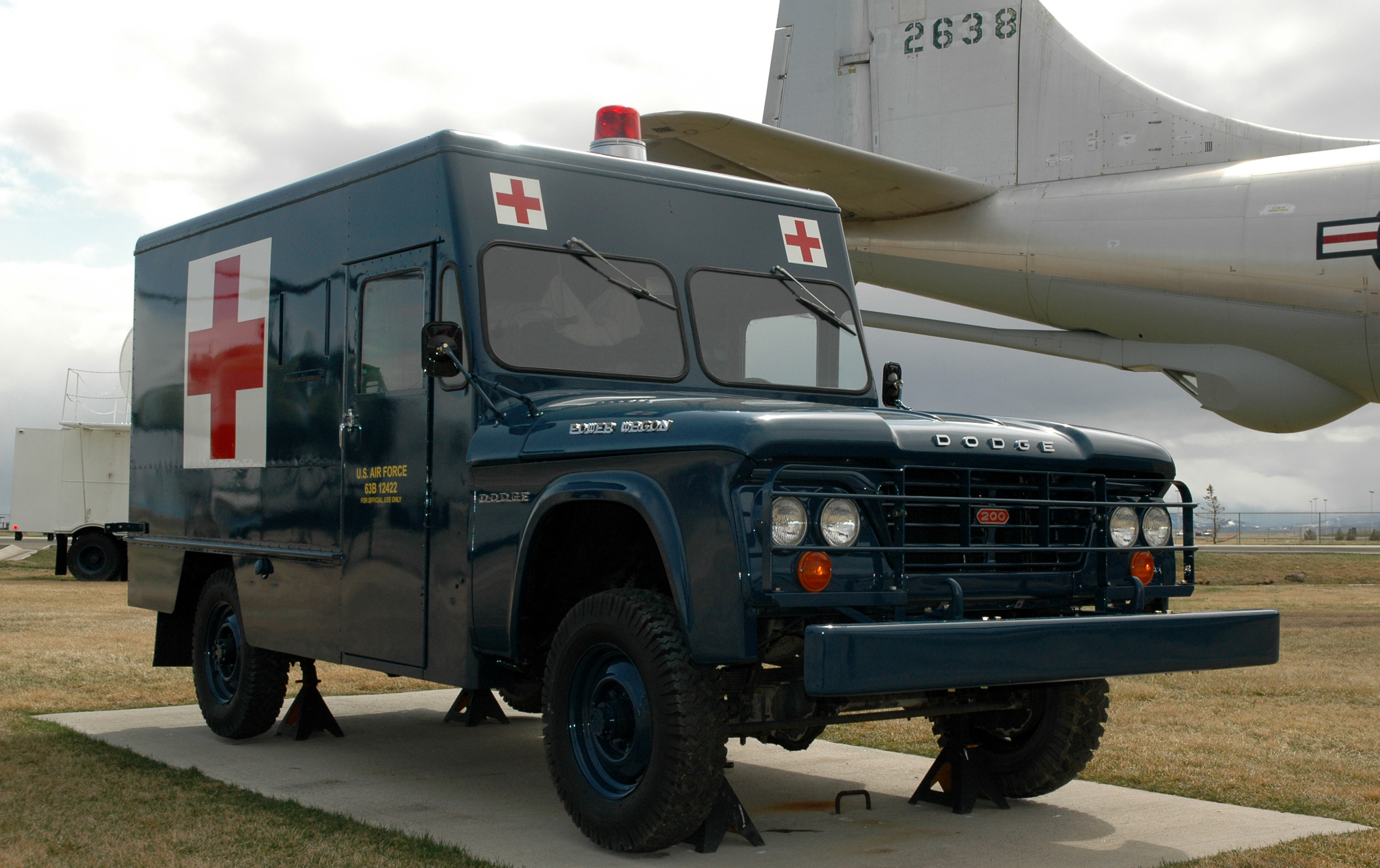
Power Wagon ambulance de 1963, exposée à Malmstrom Air Force Base, Montana
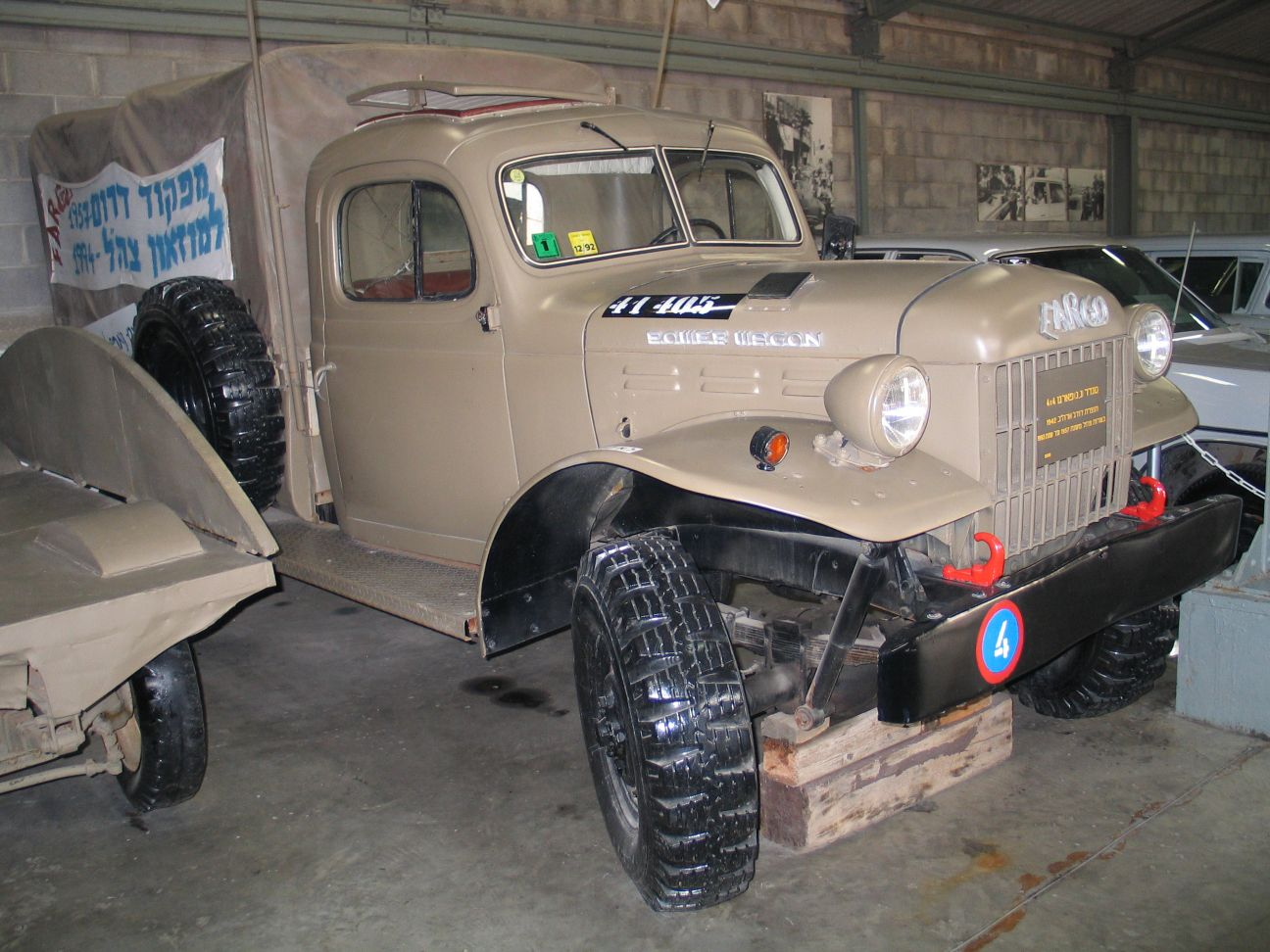
Camion Fargo Power Wagon de 1942 au Musée Batey ha-Osef, Israël.
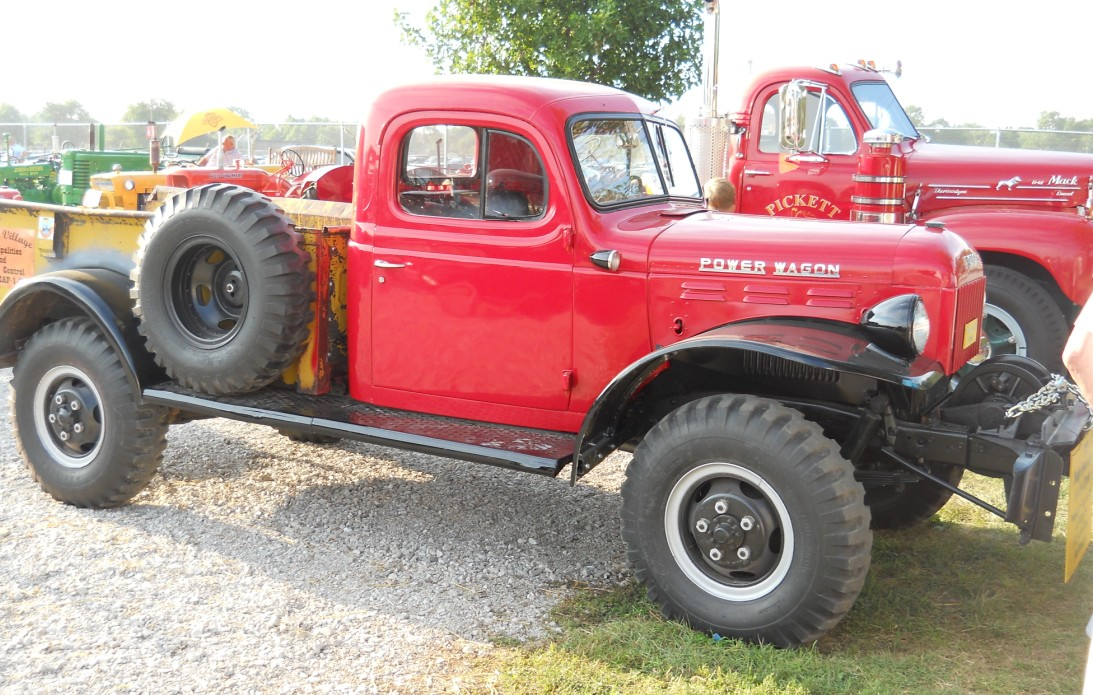
Dodge Power Wagon rouge
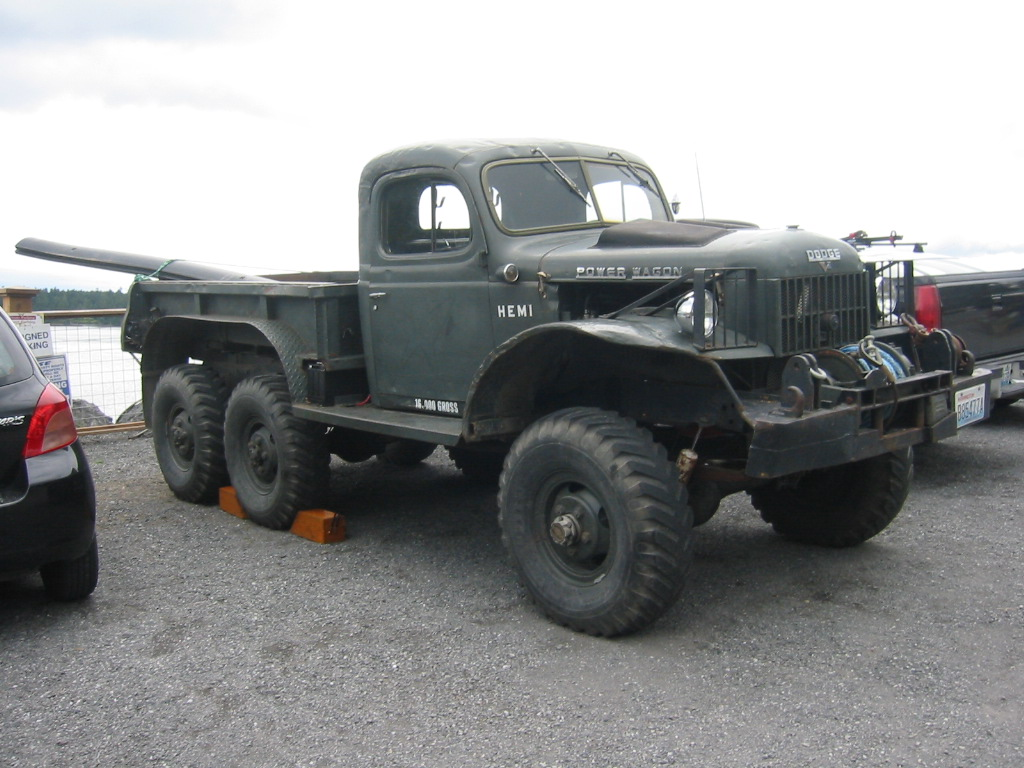
Conversion personnalisée en 6 roues motrices
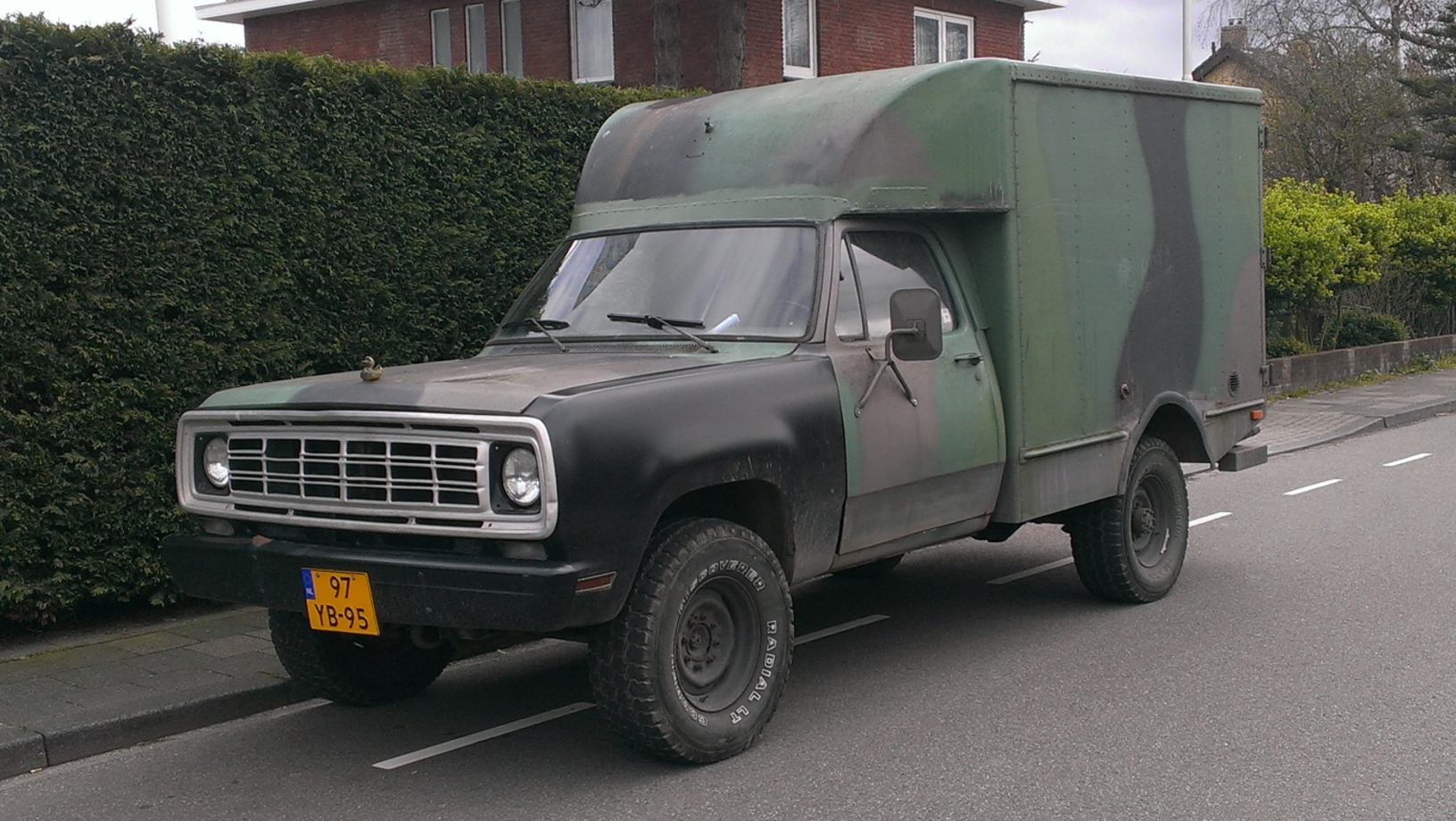
Dodge W200 CUCV de 1976
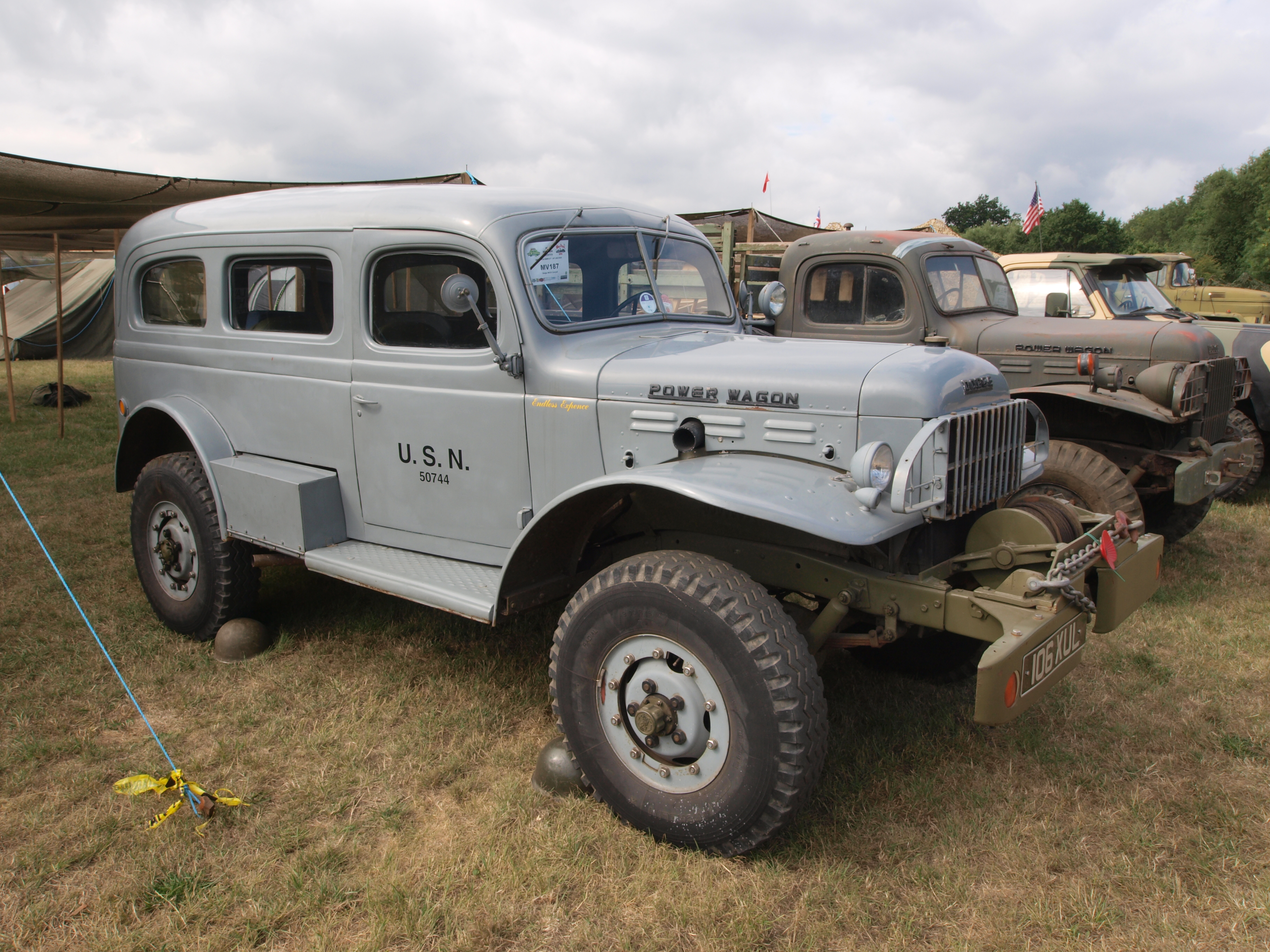
WM-300 fourre-tout de 1958  en livrée US Navy